# Bälau
Bälau er en kommune i det nordlige Tyskland, beliggende i Amt Breitenfelde under Kreis Herzogtum Lauenburg. Kreis Herzogtum Lauenburg ligger i delstaten Slesvig-Holsten.

## Geografi
Bälau ligger omkring 4 km vest for Mölln.